# سانتياغو نزاريان
سانتياغو نزاريان (بالإنجليزية: Santiago Nazarian)‏ (12 مايو 1977، ساو باولو في البرازيل)؛ كاتب وروائي برازيلي.